# Fabio Novembre
Fabio Novembre (Lecce, 21 ottobre 1966) è un architetto e designer italiano.

## Biografia
Si è trasferito a Milano appena maggiorenne. Dopo aver conseguito la laurea in architettura al Politecnico di Milano ha frequentato un corso di regia cinematografica presso la New York University. Nel 1994 gli è stato commissionato il suo primo lavoro di architettura d'interni: il negozio di Anna Molinari Blumarine a Londra.
Dal 2000 al 2003 è stato art director di Bisazza. Dal 2001 ha collaborato con Cappellini, Driade, Meritalia, Flaminia, Casamania.
Tra il 2008 e il 2010 ha collaborato con il comune di Milano, dapprima con una mostra monografica presso lo spazio espositivo della Rotonda di via Besana, dal titolo Insegna anche a me la libertà delle rondini, poi come curatore nel Triennale Design Museum di una mostra dal titolo: “Il fiore di Novembre”. Ha infine curato l'allestimento per il comune di Milano all'interno del Padiglione Italia dell'Expo di Shanghai.
Nel 2014 grazie alla partnership con il Milan, ha dato nel cuore del quartiere Alpha District al nuovo quartier generale della Società, Casa Milan, e al nuovo logo del Club.

## Opere

### Architettura
- negozi Anna Molinari Blumarine a Hong Kong, Londra, Singapore e Taipei
- bar-ristorante Cafè l'Atlantique, Milano, 1995
- negozio multimarca B Square, Hong Kong, 1996
- discoteca Blu, Lodi, 1997
- bar-ristorante SHU, Milano, 1999
- showroom Via Spiga, Milano, 1999
- negozio Tardini, New York, 2000

- stand e showroom Bisazza a Stoccarda, Bologna, Barcellona, New Orleans, Londra, Milano, New York e Berlino
- discoteca Divina, Milano, 2001
- hotel UNA Vittoria, Firenze, 2003
- casa/studio Novembre, Milano, 2004
- negozi Stuart Weitzman a Roma, Pechino, Beverly Hills, Hong Kong, New York, Parigi

### Design
- poltroncina Honlywood, per B&B Italia, 1988
- chaise longue Mediterranea, per Bonacina, 1991
- bottiglia prototipo, per Uliveto, 1995
- tavolo ORG, tappeto NET, divano componibile AND, poltroncina e chaise longue S.O.S. Sofa Of Solitude, divano con chaise longue RPH, poltroncina SEC per Cappellini
- collezione Air Lounge System, tavolino SW416, per Meritalia
- vaso +13 plus one tree, sedute HIM&HER, seduta bambino Joy baby, seduta Abarth Chair, per Casamania
- Packaging per DUBL di Feudi di San Gregorio

- collezione maniglie Love Opens Doors, per Fusital, 2007
- premio Moving Fashion Award, per Il Sole 24 ore, 2007
- rubinetto STFS Slow The Flow System, per Stella, 2008
- poltroncina e tavolo Histograms, per Gispen, 2008
- chair Him & Her, 2008
- tavolo Fleur de Novembre, per Kartell, 2009
- vasi Green Line Collection, per Bitossi, 2009
- divano DIVINA, vassoi 100 Piazze, lampadario Luciola, seduta Nemo, per Driade, 2010
- vasi "Happy Pills" e scultura "Murana", per Venini, 2012
- libreria Venus, 2017

## Allestimenti, mostre ed installazioni
- allestimento Nuovamente, mostra sul riciclo, Milano, 1996
- installazione Love over all, Parigi, 2002
- installazione Casa, Verona, 2003
- installazione Skybaby, Milano, 2005
- installazione Philips Transition: Light on the move, Milano, 2007
- mostra monografica Insegna anche a me la libertà delle rondini[10], dall'11 aprile all'8 giugno 2008, mostra tenutasi a Milano presso la Rotonda della Besana.[11]
- mostra Il Fiore di Novembre, dal 21 aprile al 17 maggio 2009, presso la Triennale di Milano[12].
- mostra I Still Love, Ottobre - Novembere 2010, presso il Padiglione d’Arte Contemporanea (PAC) Milano 2010) curata da Francesca Alfano Miglietti (FAM)
- installazione Per fare un albero con Fiat 500, Milano[13], Parigi[14], Madrid, Capri 2009/2010.
- installazione Milano creative City, Padiglione Italia, Expo di Shanghai, 2010.
- allestimento From These Hands: a Journey Along the Coffee Trail, mostra fotografica di Steve McCurry, Milano, 2015.

## Pubblicazioni
- A Sud Di Memphis, Idea Books, 1995 ISBN 9788870171204
- Be your own Messiah, Milano 2001
- Il fiore di Novembre, Electa, Milano, 2009 ISBN 9788837070588
- Il design spiegato a mia madre, conversazione con Francesca Alfano Miglietti, Rizzoli Editore, Milano, 2010 ISBN 9788817039499